# Fiston Mahamba
 (août 2023).
Fiston Mahamba, de son nom complet, Kathembo Mahamba Wa Biondi Fiston Larousse, né le 25 novembre 1990 à Butembo au Zaïre, est un journaliste et chercheur, initiateur de la société BALMA CORP avec laquelle il offre des productions et cofondateur de Congo Check, premier média de vérification des faits, certifié par l'International Fact-Checking Network en Afrique Subsaharienne francophone,,,,.

## Biographie
Marié et père de deux enfants, Fiston Mahamba est formateur et consultant en journalisme et nouveaux médias pour diverses organisations de développement des médias et enseignant en vérification des faits (Fact-checking) à Congo Check Academy. Dans ce rôle, il est mentor pour plusieurs jeunes journalistes originaires de Beni, Butembo, Bunia, Lubumbashi, Kinshasa, Kolwezi… Il développe une nouvelle approche en menant des recherches journalistiques sur l'extrémisme violent et le terrorisme, qui emporte des milliers des vies en République démocratique du Congo.
Ancien fonctionnaire des Nations Unies et du Comité International pour la Protection des Journalistes, il parraine depuis 2016, d'autres journalistes congolais en mettant à leur disposition des opportunités de formation, de réseautage, d'emplois, de stages... car il espère que le professionnalisme reste le seul bouclier du journalisme contre l'oppression de la liberté de la presse.

## Prix et récompenses
- 2014 : Finaliste du Youth  in Agriculture Blog Competition (YoBloCo) organisée par le Centre Technique de coopération Agricole et rurale, CTA[9]

- Prix espoir en 2021 étant que meilleur leader pour ses actions caritatives[10]

- Primés du certificat d’excellence pour sa contribution à la lutte contre Ebola[11]

- 2022 : Jeune Champion de l'Union Africaine pour la lutte contre la Malaria

- Prix d'excellence KEMA Awards 2021 [12]